# Crotalus triseriatus
Espèce
Synonymes
- Uropsophus triseriatus Wagler, 1830
- Crotalus triseriatus anahuacus Harris & Simmons, 1978

Statut de conservation UICN

 LC  : Préoccupation mineure
Crotalus triseriatus est une espèce de serpents de la famille des Viperidae. 

## Répartition
Cette espèce est endémique du centre du Mexique. Elle se rencontre du Veracruz au Jalisco.

## Description
C'est un serpent venimeux et vivipare.

## Taxinomie
La sous-espèce Crotalus triseriatus armstrongi a été élevée au rang d'espèce par Bryson et al. en 2014.

## Publication originale
- Wagler, 1830 : Natürliches System der Amphibien, mit vorangehender Classification der Säugetiere und Vögel. Ein Beitrag zur vergleichenden Zoologie. 1.0. Cotta, München, Stuttgart and Tübingen, p. 1-354 (texte intégral).